# Franz Pokorny (Politiker)

Franz Pokorny

Franz Pokorny (* 21. März 1874 in Schwelm; † 17. April 1923 in Aplerbeck) war ein deutscher Politiker (SPD).

## Leben und Wirken
Nach dem Besuch der Volksschule war er mit seinen Brüdern in Ostpreußen für die Sache der Arbeiter tätig. Ab 1890 arbeitete Pokorny als Bergarbeiter. Im selben Jahr wurde er Mitglied der Sozialdemokratischen Partei Deutschlands (SPD). Bis 1897 arbeitete er in allen Bereichen des Bergbaus, anschließend war er bis 1911 abwechselnd Sekretär des Verbandes der Bergarbeiter oder Redakteur des Verbandsorgans in ⁣Bochum⁣⁣. Weiterhin war er auch in Sachsen tätig. Im Rahmen seiner Tätigkeit für den Bergarbeiterverband wurde Pokorny mehrfach mit Geld- und Gefängnisstrafen belegt.
Von 1911 bis 1916 war Pokorny als Ressortredakteur in dem von der Leitung der SPD errichteten Pressebüro in Düsseldorf beschäftigt, weiterhin war er ab 1915 Redakteur des Volksblatts in Bochum. Im Frühjahr 1916 baute er nach Parteizwist die Redaktion der Duisburger Volksstimme wieder auf. Nach der Verlegung des Pressebüros nach Berlin kehrte Pokorny 1917 zur Tätigkeit im Bergarbeiterverband zurück, diesmal in Saarbrücken, für den er noch mindestens bis 1919 tätig war. Dort wurde er im August 1918 für acht Wochen in Untersuchungshaft genommen, angeblich wegen Passvergehen und Hochverratsverdacht.
1919 wurde er wieder eingesperrt, dieses Mal von der französischen Besatzungsmacht, und danach ausgewiesen. Im Januar 1919 wurde Pokorny als Kandidat der SPD für den Wahlkreis 21 (Koblenz-Trier) in die Weimarer Nationalversammlung gewählt, der er bis zum Zusammentritt des ersten Reichstags der Weimarer Republik im Juli 1920 angehörte. Er stimmte im Juni 1919 als einziger Abgeordneter der Saar für die Anerkennung des Versailler Vertrags. Mit dessen Inkrafttreten am 10. Januar 1920 würde das Saargebiet für 15 Jahre der Regierung des Völkerbundes unterstellt. Pokorny setzte sich im „Saar-Verein“ für die Koordinierung der Gewerkschaftsverbände im Saargebiet und dem Deutschen Reich ein, kehrte aber schon im Dezember 1919 ins Ruhrgebiet zurück.
Er lebte in Westenfeld (Amt Wattenscheid, heute ein Teil von Bochum). Seine Frau Ida (geb. Lövell) starb schon im März 1920. Im selben Jahr erblindete er und erkrankte danach unheilbar an einer geistigen Umnachtung. Nach langen Leiden starb er in der „Irrenanstalt“ (Provinzialheilanstalt) Aplerbeck. Er hinterließ zwei erwachsene Töchter und einen Jungen von sieben Jahren. Seine letzte Ruhestätte fand er in einem Ehrengrab auf dem Friedhof Wattenscheid-Höntrop. Auf seinem Grabstein stehen die Worte: Ein Sohn des Volkes wollte er sein und bleiben.

## Trivia
Franz Pokorny ist nicht zu verwechseln mit dem Wattenscheider Bürgermeister Otto Pokorny, nach welchem auch die Pokornystraße benannt ist.

## Schriften
- Friedrich Waldhecker: Der Stand des gesetzlichen Bergarbeiter-Schutzes [und wie muss letzterer ausgebaut werden?], (darin beigefügt: Pokorny: Und sanitäre Zustände auf den Gruben), Bochum 1911.